# Bartošovce
Bartošovce (węg. Szorocsány) – wieś gminna (obec) na Słowacji w kraju preszowskim, powiecie Bardejów. Położona jest w historycznym kraju Szarysz na szlaku handlowym z Węgier do Polski. Pierwsze pisemne wzmianki o wsi pochodzą z roku 1408 oraz 1427, kiedy to nazywała się Bárthusfalus. Według spisu ludności z 2011 roku Bartošovce liczyły 724 mieszkańców, z czego 699 (96,5%) to Słowacy.